# Induktive Meldeübertragung

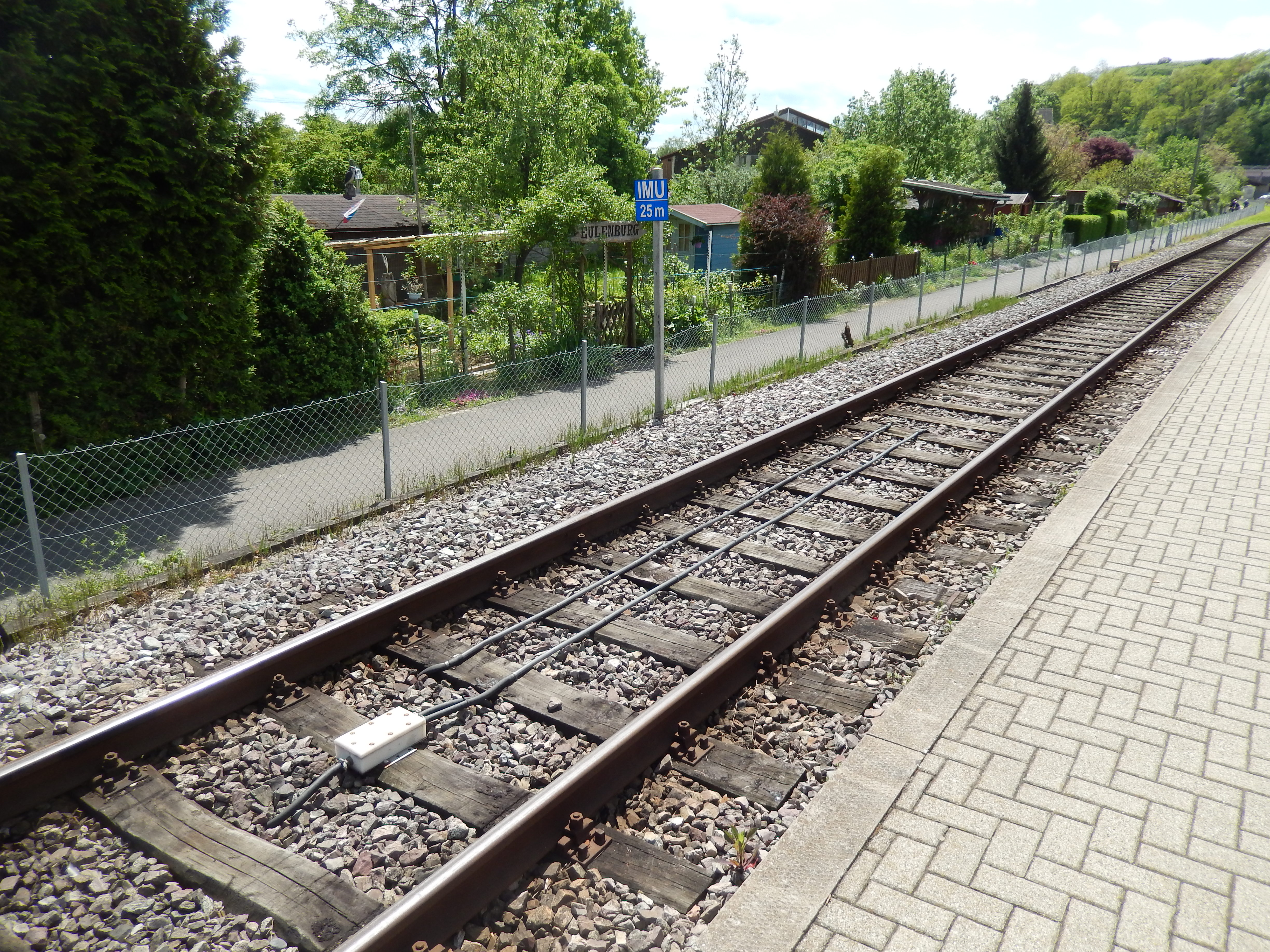
IMU-Hinweisschild und Spule an der Kaiserstuhlbahn.

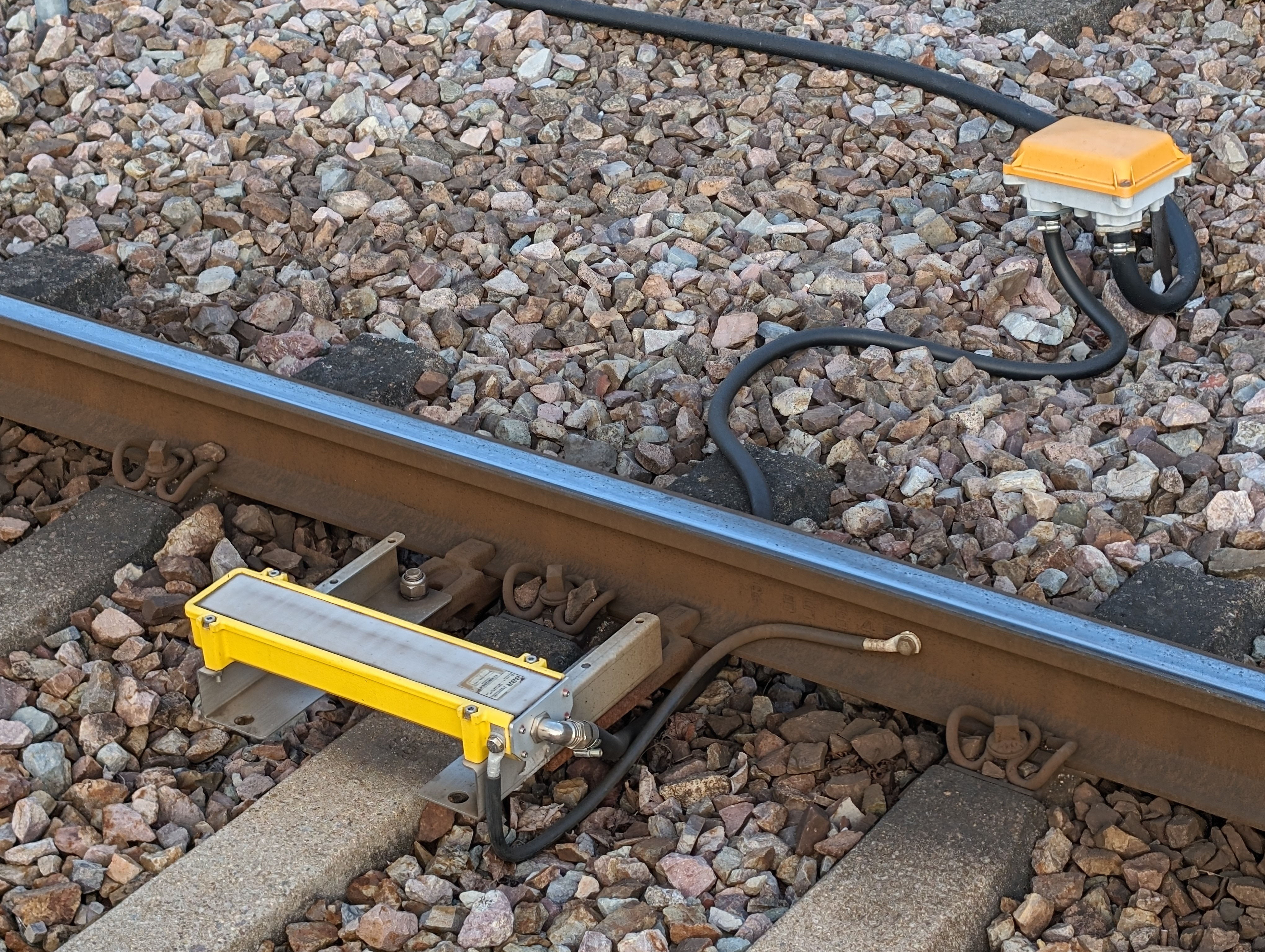
IMU Streckenmagnet im Bahnhof Ubstadt Ort

Die Induktive Meldeübertragung (kurz IMU) ist ein Zugbeeinflussungssystem, welches vor allem bei Straßenbahnen eingesetzt wird. Sie wird jedoch auch bei Nichtbundeseigene Eisenbahnen eingesetzt (z. B. SWEG, RP Eisenbahn), hauptsächlich zum Einschalten von Bahnübergängen.
Das System ist deutschlandweit verbreitet und wurde vielerorts als Ersatz für die veralteten Fahrdrahtkontakte (in Deutschland seit 1996 verboten) beschafft. Systeme ähnlicher Bauart existieren auch im (vor allem westlichen) Ausland, in Osteuropa zum Beispiel sind dagegen vielerorts noch Fahrdrahtkontakte vorhanden. Die Informationsübertragung erfolgt durch induktive Kopplung von Sende- und Empfangsspulen, die am Fahrzeug und zwischen den Schienen angebracht sind und oftmals als „Magneten“ bezeichnet werden. Die Anwendungsgebiete der IMU umfassen hauptsächlich drei Bereiche:
- Fahrsperre
- Induktive Weichensteuerung (IWS)
- Ampelsteuerung

## Fahrsperre
Die Fahrsperre dient dazu, bei einem Überfahren haltzeigender Signale das Fahrzeug zum Stehen zu bringen, indem in
solchen Fällen eine Zwangsbremsung ausgelöst wird. Neben Signalen können auch Weichen damit ausgerüstet werden; so wird bei Fehlfunktionen ein sicherer Halt des Fahrzeugs vor der Weiche erreicht. Da Straßenbahnzüge keine hohen Geschwindigkeiten (auf Sicht max. 70 km/h) und hohe Bremsverzögerungen erreichen (über 2 m/s²), reicht dies als einzige Sicherung.
Da nur eine einzige Information zu übertragen ist (Zwangsbremsung ja/nein?), ist das System entsprechend einfach gehalten und kann zu Prüfzwecken in der Werkstatt bereits durch ein entsprechend präpariertes Stück Blech ausgelöst werden.

## Induktive Weichensteuerung (IWS)
Dieser Teil des Systems dient dazu, die Weichen entsprechend dem Fahrweg des Zuges zu stellen. Dies ist notwendig, da in Straßenbahnnetzen aufgrund des Fahrens auf Sicht in der Regel keine Stellwerke vorhanden sind. Um den Fahrern die Arbeit zu erleichtern, sind die häufigsten Fahrwege (normale Linienfahrten und zusätzlich die regelmäßig erforderlichen Ein- und Ausrückfahrten ins Depot) schon vorprogrammiert, sodass der Fahrer nur die entsprechende Kennung in das Steuergerät eingeben muss und die Weichen dann entsprechend dieser Kennung gestellt werden. Alternativ (etwa bei Umleitungen) kann auch manuell gesteuert werden, in diesem Fall muss meist während des Passierens des Weichensteuermagneten eine Taste für die gewünschte Fahrtrichtung gedrückt werden. 
Je nach Präferenz eines Verkehrsbetriebs kann aber auch generell nur die manuelle Weichenstellung durch den Fahrer vorgesehen sein, der dann bei jeder Annäherung an eine spitzbefahrene Weiche die entsprechende Stelltaste für die gewünschte Fahrtrichtung betätigen muss.

## Signalsteuerung
Dieser Bereich lässt sich nochmals in drei Teilabschnitte untergliedern:

### Reine Zugsicherung
Da Straßenbahnzüge im Normalfall auf Sicht fahren, sind Anlagen dieser Art weniger verbreitet. Einsatzmöglichkeiten bestehen aber bei eingleisigen Streckenabschnitten oder um an Stellen mit eingeschränkter Sicht eine Geschwindigkeitsbegrenzung zu umgehen. Die betreffenden Streckenbereiche arbeiten dann ähnlich wie ein Stellwerk im Selbststellbetrieb, wobei beim Anmelden der Fahrzeuge an der Anlage die entsprechende Fahrstraße (unter Berücksichtigung der IWS-Kennung, falls notwendig) eingestellt wird.

### Bahnübergangssicherung
Einfache Kreuzungen mit dem Straßenverkehr – d. h. nicht in Kombination mit einer Lichtsignalanlage (LSA) an einer Straßenkreuzung – arbeiten ähnlich wie führerüberwachte Bahnübergänge (BÜ) bei „echten Eisenbahnen“. Beim Passieren des Einschaltmagneten – getrennt von der IMU arbeitende Gleiskontakte sind weniger verbreitet – wird die BÜ-Sicherungsanlage aktiviert. Anders als bei Eisenbahnen geht das die Kreuzung deckende Signal, das kann ein Balken- oder Überwachungssignal sein, erst dann auf Fahrt, wenn die Straßensignale auf Rot stehen und zusätzlich eine gewisse Räumzeit vergangen ist. Um die Züge nicht unnötig aufzuhalten, wird diese Einschaltzeit bei der Annäherungsstrecke berücksichtigt. Mit Passieren des Ausschaltmagneten wird der Zug wieder von der Anlage abgemeldet und der BÜ in die Grundstellung gesetzt.

### Steuerung einer Ampelvorrangschaltung
Um die Wartezeiten an komplexeren Straßenkreuzungen (BÜ + normale LSA) zu verringern, wurde in vielen Städten eine sogenannte Ampelvorrangschaltung eingebaut, d. h. die Straßenbahnzüge werden nur nach Bedarf berücksichtigt und erhalten nicht beispielsweise alle 40 s für 10 s Fahrt. Die IMU übernimmt auch hier die Aufgabe der Anmeldung der Straßenbahnzüge an der LSA. Im Normalfall wird anschließend an der nächstmöglichsten Stelle eine „Grünphase“ für die Straßenbahn eingeschoben, an Haltestellen auch mit einer gewissen Verzögerung, um Zeit für den Fahrgastwechsel bereitzustellen. Unter Umständen kann auch die IWS-Kennung berücksichtigt werden, etwa an Kreuzungen mit Abbiegemöglichkeiten für die Straßenbahn, oder um für Eilzüge an Haltestellen, die an einer Kreuzung liegen, eine Durchfahrt ohne Halt anzufordern.